# Ловленд (Огайо)
Ловленд (англ. Loveland, /ˈlʌvlənd/) — город в округах Гамильтон, Клермонт, и Уоррен, штата Огайо, США. Согласно переписи 2010 года население города составляет 12 081 человек.

## География
Ловленд расположен в 39°16′8″ с. ш., 84°16′13″ з. д. (39,26889, −84,27028).
Согласно Бюро переписи населения США, площадь города равна 12,2 кв. км. (4,7 кв. миль). 12,0 кв. км. (4,7 кв. миль) составляет земля, а 0,2 кв. км. (0,1 кв. миль) — вода. Вода составляет 1,28 % от общей площади.

## Демографическая информация
Согласно переписи 2000 г., в городе проживает 11 677 человек, составляющих 4 497 домашних хозяйств и 3 224 семей. Плотность населения — 969,6/кв. км. (2 513,5/кв. милю). На территории города 4 653 единиц застройки, при средней плотности в 386,4/кв. км. (1 001,6/кв. милю). Расовый состав: 95,66 % — белые, 1,56 % — афроамериканцы, 0,05 % — коренное население, 1,05 % — азиатов, 0,42 % — другие расы, и 1,26 % — относились к более чем одной расе. 1,12 % латиноамериканцев любой расы.
Из 4497 домашних хозяйств 39,1 % включают детей до 18 лет, 57,6 % являются парой, состоящей в браке, 11,1 % возглавляются незамужной женщиной, а 28,3 % не являются семьями. 25,1 % состоят из одного человека, а 9,9 % содержат лицо старше 65 лет. Средний размер хозяйства — 2,58, а средний размер семьи — 3,11.
Распределение населения по возрастам таково: 29,1 % до 18 лет, 6,9 % от 18 до 24, 30,3 % от 25 до 44, 22,7 % от 45 до 64 и 11,0 % от 65 и выше. Средний возраст — 36 лет. На 100 женщин приходится 91,0 мужчин. На 100 женщин свыше 18 лет — 85,4 мужчин.
Средний доход одного хозяйства в городе равен 52 738 долларов, а средний доход семьи — 63 535 долларов. Средний доход мужчины равен 49 653 долларам, а женщины — 29 250. Доход на душу населения — 25 920 долларов. 5,7 % населения и 5,7 % семей живут за чертой бедности. Среди всего населения 7,1 % лиц до 18 лет и 4,6 % лиц в возрасте 65 лет и старше живут за чертой бедности.